# 네나드 스토이코비치
네나드 스토이코비치(세르비아어: Ненад Стојковић, 1956년 5월 26일~)는 세르비아의 전직 축구 선수이자 감독이다.

## 클럽 경력
현역 선수로 18년을 활약한 스토이코비치는 파르티잔(1974-1984), 모나코(1984-1986), 몽펠리에(1986-1988), 뮐루즈(1988-1990), 낭시(1990-1991), 그리고 아미앵(1991-1992)에서 활약하며 500번이 넘는 리그 경기에 출전했다.

## 국가대표팀 경력
연령대 대표팀 시절, 스토이코비치는 유고슬라비아 U-21 국가대표팀 일원으로 1978년 유럽 U-21 선수권 대회를 우승했다.
성인 국가대표팀으로 승격된 스토이코비치는 1977년부터 1984년까지 유고슬라비아 국가대표 선수로 활약하며 32번의 경기에 출전해 1골을 기록했다. 그는 1982년 월드컵과 유로 1984에서 두 대회 모두 유고슬라비아가 출전한 3경기씩 매 분을 소화했다.

## 감독 경력
축구화를 벗은 스토이코비치는 샹피오나 나시오날의 칸을 2003년 1월부터 잠깐 맡았었다. 2010-11 시즌 전반기에는 세르비아 리그 베오그라드의 라드니츠키 오브레노바츠를 지휘했다.

## 경력 통계
| 국가대표팀   | 연도 | 출장 | 골 |
| ------------ | ---- | ---- | -- |
| 유고슬라비아 | 1977 | 6    | 0  |
| 유고슬라비아 | 1978 | 3    | 0  |
| 유고슬라비아 | 1979 | 4    | 0  |
| 유고슬라비아 | 1980 | 0    | 0  |
| 유고슬라비아 | 1981 | 6    | 0  |
| 유고슬라비아 | 1982 | 6    | 1  |
| 유고슬라비아 | 1983 | 1    | 0  |
| 유고슬라비아 | 1984 | 6    | 0  |
| 합계         | 합계 | 32   | 1  |

## 수상
파르티잔
- 유고슬라비아 1부 리그: 1975–76, 1977–78, 1982–83
- 미트로파컵: 1977–78

모나코
- 쿠프 드 프랑스: 1984–85

몽펠리에
- 디비시옹 2: 1986–87

유고슬라비아 U-21
- 유럽 U-21 선수권 대회: 1978